# Lübeck Linie
Die Lübeck Linie Aktiengesellschaft war eine von 1924 bis 1990 aktive Reederei mit Sitz in Lübeck.

## Geschichte

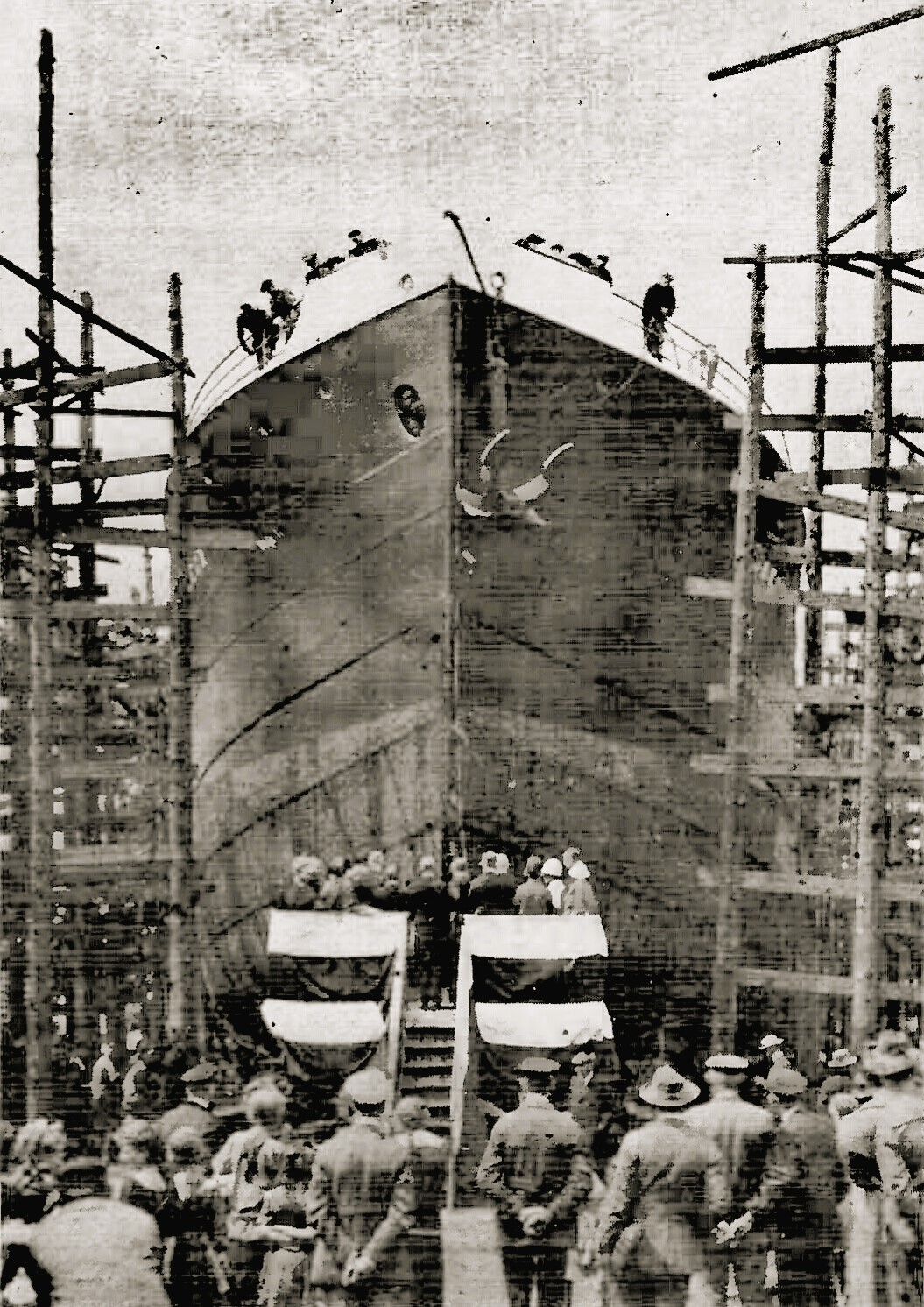
Taufe der Lübeck am 9. Juli 1925

Das Unternehmen wurde 1924 durch Lübecker Kaufleute gegründet, um den Hafen Lübeck zu beleben. Die Reederei nahm in der Folge verschiedene Liniendienste in der Ostsee auf. 1935 ging die Aktienmehrheit an den späteren Alleinaktionär L. Possehl & Co. über. Nach dem Ende des Zweiten Weltkriegs mussten sechs der verbliebenen sieben Schiffe an die Alliierten abgegeben werden. Ab 1950 wurden erneut Schiffe gebaut, mit denen in den Nachkriegsjahrzehnten Passagier-, Stückgut-, Massengut- und RoRo-Dienste unterhalten wurden. Daneben war die Lübeck Linie auch in der weltweiten Trampfahrt tätig. Mit der aus Norwegen angekauften Nordland bot die Lübeck Linie im August 1956 als erste deutsche Reederei nach dem Krieg wieder Kreuzfahrten an. Nachdem 1964 die Reederei Karl Grammerstorf mit drei Schiffen übernommen worden war, wurde 1966 mit der Regina Maris das erste nach dem Krieg neu erbaute Kreuzfahrtschiff für eine deutsche Reederei in Fahrt gesetzt. Einen besonderen Schwerpunkt der abschließenden Betriebsjahre der Reederei bildeten Autotransporte. Bis 1979 war die Lübeck Linie als Reederei tätig und übergab die Bereederung der Flotte zum Beginn des Jahres 1980 an die Hamburger Reederei Christian F. Ahrenkiel. Für ein weiteres Jahrzehnt fungierte die Lübeck Linie noch als Eigner und veräußerte schließlich die drei noch verbliebenen Schiffe im Jahr 1990. Als Lübeck Linie GmbH führte das Unternehmen noch die Verwaltung des Immobilienbesitzes fort und wurde 2009 in Possehl Mittelstandsbeteiligungen Verwaltungs-GmbH umbenannt. 2015 siedelte das Unternehmen nach Eching um und stellt heute als Novexx Solutions GmbH als reines Tochterunternehmen des Lübecker Possehl-Unternehmensgruppe Kennzeichnungssysteme her und vertreibt diese.

## Die Schiffe der Lübeck Linie (Auswahl)
| Reedereiflotte der Lübeck Linie AG | Reedereiflotte der Lübeck Linie AG                          | Reedereiflotte der Lübeck Linie AG | Reedereiflotte der Lübeck Linie AG | Reedereiflotte der Lübeck Linie AG                                                    | Reedereiflotte der Lübeck Linie AG |
| Bauname                            | Bauwerft/ Baunummer                                         | IMO-Nummer                         | Ablieferung                        | Auftraggeber                                                                          | Spätere Namen und Verbleib |
| ---------------------------------- | ----------------------------------------------------------- | ---------------------------------- | ---------------------------------- | ------------------------------------------------------------------------------------- | --- |
| Sankt Jürgen                       | Norddeutsche Union Werke, Boizenburg-Tönning/595            | –                                  | Juni 1925                          | Lübeck Linie, Lübeck                                                                  | im Februar 1946 als Reparation an die UdSSR abgegeben, Verbleib unbekannt. |
| Lübeck                             | Schiffswerft von Henry Koch, Lübeck/254                     | 5103314                            | August 1925                        | Lübeck Linie, Lübeck                                                                  | 1937 Hansestadt Lübeck, 1946 Saltnes, 1947 Rondane, 1951 Lagan, 1956 Emilio, ab Februar 1968 in Vado Ligure abgebrochen. |
| Sankt Lorenz                       | Norddeutsche Union Werke, Boizenburg-Tönning/596            | –                                  | September 1925                     | Lübeck Linie, Lübeck                                                                  | Nach Kollision am 18. November 1953 mit der Flying Spray auf der Schelde ab August 1954 durch W. Ritscher in Hamburg-Harburg abgebrochen. |
| Danzig                             | Flender-Werke, Lübeck/129                                   | –                                  | September 1925                     | Lübeck Linie, Lübeck                                                                  | 1942 Posen, am 11. April 1945 vor Hela durch sowjetischen Luftangriff versenkt. |
| Reval                              | Flender-Werke, Lübeck/130                                   | –                                  | Oktober 1925                       | Lübeck Linie, Lübeck                                                                  | 1934 Memel, 1945 Empire Constellation, 1946 Ivan Sechenov, etwa 1971 abgebrochen. |
| Riga                               | Travewerk der Gebr. Goedhart, Lübeck/185                    | 6822357                            | November 1925                      | Lübeck Linie, Lübeck                                                                  | 1934 Königsberg, 1941 Stettin, 1945 Empire Conway, 1946 Anakriya, etwa 1970 in der UdSSR abgebrochen. |
| Industria                          | Frans van Dijk (Werf Hollandia), Spaarndam/15               | –                                  | 19. März 1918                      | D’Arnaud & Co., Amsterdam                                                             | 1927 an die Lübeck Linie als Sankt Gertrud, am 1. Juli 1928 auf einer Reise von Lübeck nach Danzig mit Getreide beim Feuerschiff Adlergrund gekentert und verlorengegangen. |
| Marie Maschmann                    | Reiherstiegwerft, Hamburg/422                               | –                                  | April 1907                         | Maschmann & Ahrens, Hamburg                                                           | 1909 Phoenix, 1913 Luise Leonhardt, 1914 in Kronstadt festgehalten, 26. August 1914 an Kaiserliche Marine, am 18. Oktober 1917 in Schildau gestrandet, 1918 zurück an Reederei Leonhardt, 1927 an die Lübeck Linie als Travemünde, 1945 als Reparation an USA abgegeben, 1947 Borovo , 1947 Bojan, 1958 verschrottet. |
| Consul Horn                        | Helsingør Jærnskibs- og Maskinbyggeri, Helsingør/87         | –                                  | 1901                               | Dampfschiffs-Rhederei Horn, Lübeck                                                    | Am 4. August 1914 in Bordeaux beschlagnahmt, 1921 Sampierdarena, 1923 Heinz Kayser, 1923 Lotte Leonhardt, 1924 an die Lübeck Linie, Herrenwyk, am 23. November 1928 auf einer Reise von Hernösand nach New York mit Zellulose bei Schlechtwetter im Atlantik gesunken. |
| Irma                               | Nüscke, Stettin/235                                         | –                                  | März 1913                          | William Sprenger, Stettin                                                             | 1914 Oland, 1918 Irma, 1921 Gerda, 1928 Lubeca, 1935 an die Lübeck Linie, Ostsee, am 26. Oktober 1936 auf einer Reise von Lübeck nach Oulu mit Kalisalz bei Marjaniemi gesunken. |
| Wiking                             | Lübecker Maschinenbau Gesellschaft, Lübeck/344              | –                                  | Juli 1935                          | Lübeck Linie, Lübeck                                                                  | 1945 als Reparation an die UdSSR abgegeben, ab 22. Februar 1946 von der Sowjetischen Marine als hydrografisches Vermessungsschiff Yana verwendet, 1960 außer Dienst gestellt. |
| Possehl                            | Howaldtswerke, Kiel/-                                       | –                                  | 1921                               | Possehl’s Eisen und Kohlenhandel, Lübeck                                              | 1935 ohne Umbenennung an die Lübeck Linie, 1945 als Reparation abgegeben, Empire Exe, 1947 Hermoupolis, 1966 Pilion, 1967 Nigma, 1969 verschrottet. |
| Condor                             | Janssen & Schmilinsky, Hamburg/486                          | –                                  | Oktober 1907                       | Vereinigte Flensburg-Ekensunder und Sonderburger Dampfschiffs-Gesellschaft, Flensburg | 1936 an die Lübeck Linie, ab 15. April 1951 verschrottet. |
| Egbert Horn                        | Schiffswerft von Henry Koch, Lübeck/235                     | –                                  | Oktober 1920                       | H.C. Horn, Lübeck                                                                     | 1918 an J.J. Petersen, Hadersleben und 1920 als Proximus fertiggestellt, 1921 als Reparation an Großbritannien abgeliefert, 1922 an H.C. Horn als Christian Horn, 1925 Gustav Vigeland, 1930 Asta, 1936 an die Lübeck Linie, 1937 Ostland, am 9. November 1942 auf einer Reise von Deutschland nach Luleå mit Kohle gestrandet und verlorengegangen. |
| Stella                             | Werft Nobiskrug, Rendsburg/85                               | –                                  | Dezember 1920                      | Flensburg-Stettiner Dampfschiffahrtsgesellschaft, Flensburg                           | 1938 an die Lübeck Linie als Riga, 29. Februar 1944 vor Kirkenes verlorengegangen. |
| Horncap                            | Schiffswerft von Henry Koch, Lübeck/238                     | –                                  | 1921                               | Dampfschiffs-Rhederei Horn, Lübeck                                                    | 1926 an den Norddeutschen Lloyd, 1928 Yalta, 1931 Hansburg, 1938 an die Lübeck Linie Schleswig-Holstein, 1941 Kriegsmarine-Ausbildungsschiff, 1943 Herkules, 1946 als Reparation an die UdSSR Ochakov, 1947 an die Polska Zegluga Morska als Kolobrez, 1951 ohne Umbenennung an die Polskie Linie Oceaniczne, 1957 in Stettin verschrottet. |
| Elsa                               | D. W. Kremer Sohn, Elmshorn/825                             | 5397898                            | 4. Juli 1938                       | E. Weitendorf, Rostock                                                                | 1939 Fredenhagen, 1946 Venlo, 1946 Marietje Böhmer, 1952 Zarumilla, 1993 im Register gelöscht. |
| Possehl                            | Flender-Werke, Lübeck/406                                   | 5065952                            | 20. Juni 1950                      | Lübeck Linie, Lübeck                                                                  | 1955 Castorp, 1965 verkauft, Monark, am 4. August 1971 in der Gävlebucht auf Grund gelaufen und später kondemniert, im Herbst 1971 zur Verschrottung an P. Lindsteth in Göteborg verkauft, umbenannt Mona, im Januar 1972 von Stockholm nach Göteborg geschleppt, 1972 an Persöner AB in Ystad verkauft, ab August 1972 in Ystad verschrottet. |
| Lübeck                             | Flender-Werke, Lübeck/415                                   | 5389073                            | 21. Dezember 1950                  | Lübeck Linie, Lübeck                                                                  | 1956 Wickede, 1970 Estancia, am 23. März 1985 in Piräus aufgelegt, ab Dezember 1985 bei N. Savvas in Eleusis verschrottet. |
| Habicht                            | -/-                                                         | –                                  | 19??                               | –                                                                                     | - |
| Fredenhagen                        | J. G. Hitzler Schiffswerft & Maschinenfabrik, Lauenburg/564 | 5120556                            | 21. Oktober 1952                   | Lübeck Linie, Lübeck                                                                  | 1963 Juan B, 1964 26 de Julio, 1991/92 verschrottet. |
| Travemünde                         | Flender-Werke, Lübeck/432                                   | 5367764                            | 12. Mai 1953                       | Lübeck Linie, Lübeck                                                                  | 1964 Bhadravati, Mitte der 1980er Jahre im Register gelöscht. |
| Warendorp                          | J. G. Hitzler Schiffswerft & Maschinenfabrik, Lauenburg/-   | 5386150                            | Mai 1953                           | –                                                                                     | 1966 Chiricano, 1968 Adecor I, 1978 Luzon Transport, 1984 Premship 1, 2010 Golden Mercury, so in Fahrt. |
| Senator Possehl                    | Flender-Werke, Lübeck/-                                     | 5319975                            | April 1956                         | Lübeck Linie, Lübeck                                                                  | 1971 Ross Sea, ab 1. Juni 1985 in Whampoa verschrottet. |
| Lübeck                             | Flender-Werke, Lübeck/470                                   | 5213389                            | 1956                               | Lübeck Linie, Lübeck                                                                  | 1969 Palizzi, 1988 Liz, 1988 in Chittagong verschrottet. |
| Bornholm                           | Burmeister & Wain, Kopenhagen/123                           | 5255521                            | 22. März 1930                      | Dampskibsselskab på Bornholm af 1866                                                  | 1940 Ragnvald Jarl der Hurtigruten, 1956 Harald Jarl, 1956 an die Lübeck Linie als Nordland, 1970 nach Finnland verkauft als Suvetar, 1974 in Spanien verschrottet |
| Greif                              | -/-                                                         | –                                  | 19??                               | –                                                                                     | - |
| Hanse                              | Flender-Werke, Lübeck/512                                   | 5142279                            | Juni 1960                          | Lübeck Linie, Lübeck                                                                  | 1971 Arabian Sea, 1974 Tang Yin, seit 25. August 2010 im Register gelöscht. |
| Kong Gudrød                        | Trondhjems Mekaniske Værksted, Trondheim/143                | 5407679                            | 1910                               | Nordenfjeldske Dampskibsselskab, Trondheim                                            | 1936 Estonia, 1952 Volker Waap und zum Motorschiff umgebaut, 1954 Mönkedamm, 1963 an die Lübeck Linie als Overbeck, 1967 Boom, 1968 Eftychia, 1970 Phaedra, am 6. Februar 2004 im Register gelöscht (wahrscheinlich 1974 verschrottet). |
| Westfalen                          | Howaldtswerke Hamburg/884                                   | 5145831                            | 1952                               | Brenntag, Hamburg                                                                     | 1955 Heinrich Grammerstorf, 1964 an die Lübeck Linie, 1968 Nordpartner, 1974 Elina, 1975 Melina, am 29. September 1980 zum Abbruch in Gadani eingetroffen. |
| Barmbek                            | Flensburger Schiffsbau-Gesellschaft, Flensburg/415          | 5183431                            | Dezember 1929                      | Knöhr & Burchard, Hamburg                                                             | 14. April 1944 bei Maaloy auf Riff gelaufen, 1949 Achterschiff gehoben und in Flensburg mit neuem Vorschiff versehen, 1949 in Fahrt Käthe Grammerstorf, 1957 zum Motorschiff umgebaut, 29. März 1962 nach Kollision mit dem norwegischen Tanker Thorsvaag vor Dünkirchen auf Strand gesetzt, 30. März 1962 abgebracht und repariert, 1964 an die Lübeck Linie, 1965 Eleftherios, Juni 1976 Hauptmotor für Verwendung in anderem Schiff ausgebaut, ab November 1977 bei M. Spilopoulos in Perama verschrottet. |
| Karl Grammerstorf                  | Howaldtswerke, Kiel/-                                       | 5182401                            | Mai 1951                           | Karl Grammerstorf, Kiel                                                               | 1964 an die Lübeck Linie, 1968 Nordländer, 1974 Flamingo, 1978 Despina K, ab Mai 1984 bei Savvas in Eleusis verschrottet. |
| Fredenhagen                        | Flender-Werft, Lübeck/-                                     | 6424375                            | 1964                               | Lübeck Linie, Lübeck                                                                  | 1976 Zebras Success, 1978 Maro, 1989 Al Amal, 1991 Ibrahim, 1995 Doua S, 2003 Rawaa A, 2006 Zulka, ab 20. Oktober 2009 verschrottet. |
| Regina Maris                       | Flender-Werke, Lübeck/558                                   | 6603012                            | 1966                               | Lübeck Linie, Lübeck                                                                  | 1979 Mercator One, 1979 Frankfurt, 1979 Frankfurt I, 1980 Regina Maris, 1983 Alexander, 1985 bei der Lloyd-Werft in Bremerhaven zur Yacht umgebaut, so in Fahrt. |
| Castorp                            | Flender-Werft, Lübeck/571                                   | 6812613                            | 1968                               | Lübeck Linie, Lübeck                                                                  | 1972 Alcoutim, 1985 Rui de Pina, 1987 Sea Prince, 1987 bei Tung Chen Enterprise in Kaohsiung verschrottet. |
| Overbeck                           | Orenstein & Koppel, Lübeck/-                                | 6907286                            | 1969                               | Lübeck Linie, Lübeck                                                                  | 1982 Carib Sun, 1986 Kharolys, 1994 zum Tiertransporter umgebaut, 1999 Al Jabber, 2001 Asri F, ab 18. Juni 2003 verschrottet. |
| Falke                              | -/-                                                         | –                                  | 1969                               | –                                                                                     | - |
| Lübeck                             | Flender-Werft, Lübeck/580                                   | 6930398                            | 1969                               | Lübeck Linie, Lübeck                                                                  | 1972 verkauft Amarante, 1985 Spyvag II, ab 25. Februar 1986 in Alang verschrottet. |
| Possehl                            | Flender-Werft, Lübeck/-                                     | 7117656                            | 1971                               | Lübeck Linie, Lübeck                                                                  | 1981 Zetta, 1989 Mosgulf, 1992 Welda, 2002 verschrottet. |
| Warendorp                          | Schulte & Bruns Schiffswerft, Emden/-                       | 7361166                            | 1974                               | Lübeck Linie, Lübeck                                                                  | 1990 Autotrader, 1997 Sicily Express, ab 6. Juni 2001 verschrottet. |
| Fredenhagen                        | Vuijk & Zonens, Capelle Aan Den Ijssel/876                  | 7533393                            | 30. Juni 1977                      | Lübeck Linie, Lübeck                                                                  | 1990 Autofreighter, 2005 Freighter, 2005 Kebbi, 2010 Elduga, ab 4. Februar 2015 verschrottet. |
| Castorp                            | Flender-Werft, Lübeck/625                                   | 8100519                            | Mai 1982                           | Lübeck Linie, Lübeck                                                                  | 1989 Autocarrier, ab 13. Juli 2009 bei Avsar Gemi Sokum in Aliağa verschrottet. |
| Lloyd’s Register                   |                                                             |                                    |                                    |                                                                                       | |